# Берг (замок, Люксембург)
Замок Берг (люкс. Schlass Bierg, фр. Château de Berg, нем. Schloss Berg) — основная резиденция великих герцогов Люксембурга. Находится в городе Кольмар-Берг, у слияния двух главных рек государства — Альзет и Аттерт.

## История
Бергское поместье находилось во владении зажиточного семейства Паскье до 1845 года, когда король Виллем II решил обзавестись резиденцией в южной части своих владений, населённой преимущественно католиками. После приобретения им прав на замок его статус был официально закреплён в первой конституции Люксембурга (1848).
После отделения Люксембурга от Нидерландов в 1890 году замок облюбовал великий герцог Адольф. Именно здесь родились трое правителей великого герцогства, включая Жана I. В 1907—1911 годах на месте старого был выстроен новый замок, более вместительный, по проекту М. Остенридера и П. Функ-Эйдта.
В годы Великой депрессии монархи достигли с правительством договорённости о передаче Бергского замка и герцогского дворца в столице страны в собственность великого герцогства в обмен на компенсацию в 40 млн франков. При этом за ними сохранялось право проживания в этих резиденциях.
В годы Второй мировой войны замок пришёл в запустение, но после реставрационных работ вновь стал местом пребывания великого герцога (с 1964 года).